# Fox Tower
La Fox Tower es un rascacielos de oficinas en el centro Portland, la ciudad más poblada del estado de Oregón (Estados Unidos). Mide 113,39 metros y tiene 27 pisos. Se encuentra a lo largo de Broadway entre las calles Yamhill y Morrison. La torre se completó en 2000 a un costo de 64 millones de dólares y recibió su nombre del Fox Theatre que ocupó el sitio desde 1911 hasta finales de la década de 1990. TVA Architects diseñó el edificio y Tom Moyer desarrolló la propiedad.

## Historia
Los diseños originales de la torre incluían siete pisos de estacionamiento sobre el suelo. Los planes para los niveles de estacionamiento sobre el suelo se eliminaron en 1998 para agregar espacio para lo que originalmente iba a ser una sala de cine operada por Act III Theaters. El edificio obtuvo la certificación Liderazgo en Energía y Diseño Ambiental (LEED) del US Green Building Council en 2012 por su sostenibilidad.

## Detalles

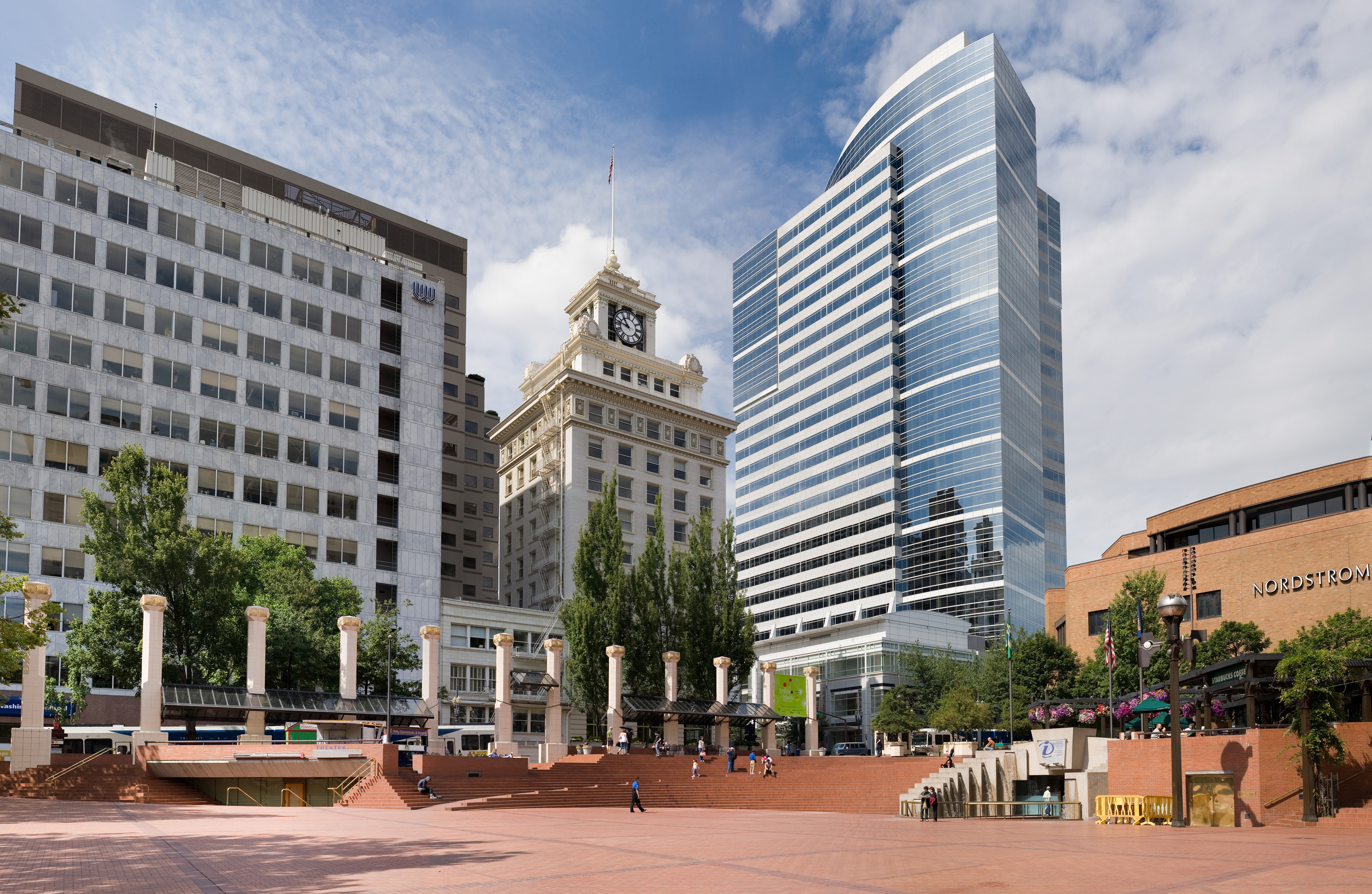
La plaza del juzgado Pioneer Courthouse Square en Portland, Oregón. Al centro está la Jackson Tower, que está registrado en el Registro Nacional de Edificios Históricos como el Journal Building.

El edificio es más notable por el contraste entre su lado este curvado y el lado oeste cuadrado. La yuxtaposición de los ángulos del edificio crea un perfil único de cada lado. Este diseño multiplanar y retraído está destinado a evitar que la mayor parte posible de la sombra del edificio caiga sobre Pioneer Courthouse Square en la esquina opuesta.
La planta baja alberga tiendas comerciales y la sala de cine Fox Tower 10 de Regal está ubicada en el segundo piso. El estacionamiento subterráneo de 462 espacios era el más profundo de Portland cuando se construyó.
En 2006, el desarrollador de Fox Tower, Tom Moyer, comenzó la construcción de un garaje subterráneo en la cuadra hacia el oeste, conectado al garaje Fox Tower. Esta nueva estructura se inauguró en diciembre de 2007, lo que elevó el espacio total de estacionamiento subterráneo a 1.132 plazas. Como el bloque oeste está ligeramente cuesta arriba desde la Fox Tower, el garaje oeste es más profundo que el de esta. 
El nuevo garaje es subterráneo, con un parque encima. La ciudad inició la construcción y el paisajismo de este en marzo de 2008. También se planea conectar el estacionamiento subterráneo con la torre.